# Lizzo/Diskografie
Diese Diskografie ist eine Übersicht über die musikalischen Werke der US-amerikanischen Sängerin, Rapperin und Songwriterin Lizzo. Den Schallplattenauszeichnungen zufolge hat sie bisher mehr als 36,1 Millionen Tonträger verkauft, davon alleine in ihrer Heimat über 21,5 Millionen. Ihre erfolgreichste Veröffentlichung ist die Single Truth Hurts mit über 9,1 Millionen verkauften Einheiten.

## Alben

### Studioalben
| Jahr | Titel Musiklabel                            | Höchstplatzierung, Gesamtwochen, AuszeichnungChartplatzierungen (Jahr, Titel, Musiklabel, Platzierungen, Wochen, Auszeichnungen, Anmerkungen) | Höchstplatzierung, Gesamtwochen, AuszeichnungChartplatzierungen (Jahr, Titel, Musiklabel, Platzierungen, Wochen, Auszeichnungen, Anmerkungen) | Höchstplatzierung, Gesamtwochen, AuszeichnungChartplatzierungen (Jahr, Titel, Musiklabel, Platzierungen, Wochen, Auszeichnungen, Anmerkungen) | Höchstplatzierung, Gesamtwochen, AuszeichnungChartplatzierungen (Jahr, Titel, Musiklabel, Platzierungen, Wochen, Auszeichnungen, Anmerkungen) | Höchstplatzierung, Gesamtwochen, AuszeichnungChartplatzierungen (Jahr, Titel, Musiklabel, Platzierungen, Wochen, Auszeichnungen, Anmerkungen) | Anmerkungen                                                |
| Jahr | Titel Musiklabel                            | DE | AT | CH | UK | US | Anmerkungen                                                |
| ---- | ------------------------------------------- | --- | --- | --- | --- | --- | ---------------------------------------------------------- |
| 2013 | Lizzobangers Totally Gross National Product | — | — | — | — | — | Erstveröffentlichung: 15. Oktober 2013                     |
| 2015 | Big Grrrl Small World BGSW                  | — | — | — | — | — | Erstveröffentlichung: 11. Dezember 2015                    |
| 2019 | Cuz I Love You Nice Life, Atlantic Records  | — | AT66 (1 Wo.)AT | CH75 (1 Wo.)CH | UK30 Gold · (47 Wo.)UK | US4 Platin · (145 Wo.)US | Erstveröffentlichung: 19. April 2019 Verkäufe: + 1.395.000 |
| 2022 | Special Nice Life, Atlantic                 | DE18 (2 Wo.)DE | AT17 (1 Wo.)AT | CH14 (3 Wo.)CH | UK6 (5 Wo.)UK | US2 (36 Wo.)US | Erstveröffentlichung: 15. Juli 2022 Verkäufe: + 95.000     |

### Mixtapes
- 2012: Due Process & Product (mit Johnny Lewis)
- 2012: We Are the Chalice (mit Sophia Eris & Claire de Lune)

### EPs
| Jahr | Titel Musiklabel                | Höchstplatzierung, Gesamtwochen, AuszeichnungChartplatzierungen (Jahr, Titel, Musiklabel, Platzierungen, Wochen, Auszeichnungen, Anmerkungen) | Höchstplatzierung, Gesamtwochen, AuszeichnungChartplatzierungen (Jahr, Titel, Musiklabel, Platzierungen, Wochen, Auszeichnungen, Anmerkungen) | Höchstplatzierung, Gesamtwochen, AuszeichnungChartplatzierungen (Jahr, Titel, Musiklabel, Platzierungen, Wochen, Auszeichnungen, Anmerkungen) | Höchstplatzierung, Gesamtwochen, AuszeichnungChartplatzierungen (Jahr, Titel, Musiklabel, Platzierungen, Wochen, Auszeichnungen, Anmerkungen) | Höchstplatzierung, Gesamtwochen, AuszeichnungChartplatzierungen (Jahr, Titel, Musiklabel, Platzierungen, Wochen, Auszeichnungen, Anmerkungen) | Anmerkungen                                             |
| Jahr | Titel Musiklabel                | DE | AT | CH | UK | US | Anmerkungen                                             |
| ---- | ------------------------------- | --- | --- | --- | --- | --- | ------------------------------------------------------- |
| 2015 | Grrrl Prty × Bionik Grrrl Prty  | — | — | — | — | — | Erstveröffentlichung: 20. November 2015                 |
| 2016 | Coconut Oil Nice Life, Atlantic | — | — | — | — | US31 (26 Wo.)US | Erstveröffentlichung: 7. Oktober 2016 Verkäufe: + 7.500 |

## Singles

### Als Leadmusikerin
| Jahr | Titel Album                                 | Höchstplatzierung, Gesamtwochen, AuszeichnungChartplatzierungen (Jahr, Titel, Album, Platzierungen, Wochen, Auszeichnungen, Anmerkungen) | Höchstplatzierung, Gesamtwochen, AuszeichnungChartplatzierungen (Jahr, Titel, Album, Platzierungen, Wochen, Auszeichnungen, Anmerkungen) | Höchstplatzierung, Gesamtwochen, AuszeichnungChartplatzierungen (Jahr, Titel, Album, Platzierungen, Wochen, Auszeichnungen, Anmerkungen) | Höchstplatzierung, Gesamtwochen, AuszeichnungChartplatzierungen (Jahr, Titel, Album, Platzierungen, Wochen, Auszeichnungen, Anmerkungen) | Höchstplatzierung, Gesamtwochen, AuszeichnungChartplatzierungen (Jahr, Titel, Album, Platzierungen, Wochen, Auszeichnungen, Anmerkungen) | Anmerkungen                                                                                                   |
| Jahr | Titel Album                                 | DE | AT | CH | UK | US | Anmerkungen                                                                                                   |
| --- | ------------------------------------------- | --- | --- | --- | --- | --- | --- |
| 2013 | Wegula –                                    | — | — | — | — | — | Erstveröffentlichung: 8. Juli 2013 als Grrrl Prty                                                             |
| 2013 | Batches & Cookies Lizzobangers              | — | — | — | — | — | Erstveröffentlichung: 10. September 2013 feat. Sophia Eris                                                    |
| 2013 | Night Watch –                               | — | — | — | — | — | Erstveröffentlichung: 11. Oktober 2013 als Grrrl Prty                                                         |
| 2014 | Paris Lizzobangers                          | — | — | — | — | — | Erstveröffentlichung: 14. Januar 2014                                                                         |
| 2014 | Faded Lizzobangers                          | — | — | — | — | — | Erstveröffentlichung: 6. Mai 2014                                                                             |
| 2014 | Let ’Em Say –                               | — | — | — | — | — | Erstveröffentlichung: 13. August 2014 mit Caroline Smith                                                      |
| 2015 | Humanize Big Grrrl Small World              | — | — | — | — | — | Erstveröffentlichung: 13. Oktober 2015                                                                        |
| 2015 | Ain’t I Big Grrrl Small World               | — | — | — | — | — | Erstveröffentlichung: 27. Oktober 2015                                                                        |
| 2015 | My Skin Big Grrrl Small World               | — | — | — | — | — | Erstveröffentlichung: 18. November 2015                                                                       |
| 2015 | Never Felt Like Christmas –                 | — | — | — | — | — | Erstveröffentlichung: 25. Dezember 2015                                                                       |
| 2016 | Basement Queens –                           | — | — | — | — | — | Erstveröffentlichung: 20. Januar 2016 Sad13                                                                   |
| 2016 | Good as Hell Coconut Oil                    | DE83* (4 Wo.)DE | AT62* Platin · (4 Wo.)AT | CH39* (19 Wo.)CH | UK7* ×2Doppelplatin · (42 Wo.)UK | US3* ×5Fünffachplatin · (30 Wo.)US | Erstveröffentlichung: 8. März 2016 Verkäufe: + 7.825.000; Remix feat. Ariana Grande * Charteinstieg erst 2019 |
| 2016 | Phone Coconut Oil                           | — | — | — | — | — | Erstveröffentlichung: 16. September 2016                                                                      |
| 2016 | Scuse Me Coconut Oil                        | — | — | — | — | — | Erstveröffentlichung: 7. Oktober 2016                                                                         |
| 2017 | Water Me Cuz I Love You (Deluxe Edition)    | — | — | — | — | — | Erstveröffentlichung: 17. August 2017                                                                         |
| 2017 | Truth Hurts Cuz I Love You (Deluxe Edition) | — | AT— GoldAT | CH94* (1 Wo.)CH | UK29* Platin · (28 Wo.)UK | US1* ×7Siebenfachplatin · (42 Wo.)US | Erstveröffentlichung: 19. September 2017 Verkäufe: + 9.125.000 * Charteinstieg erst 2019                      |
| 2018 | Fitness –                                   | — | — | — | — | — | Erstveröffentlichung: 30. März 2018                                                                           |
| 2018 | Boys Cuz I Love You                         | — | AT— GoldAT | — | UK— SilberUK | US— PlatinUS | Erstveröffentlichung: 22. Juni 2018 Verkäufe: + 1.470.000                                                     |
| 2019 | Juice Cuz I Love You                        | — | AT— GoldAT | — | UK38 Platin · (9 Wo.)UK | US82 ×2Doppelplatin · (4 Wo.)US | Erstveröffentlichung: 4. Januar 2019 Verkäufe: + 3.615.000                                                    |
| 2019 | Tempo Cuz I Love You                        | — | — | — | — | US— PlatinUS | Erstveröffentlichung: 26. Juli 2019 Verkäufe: + 1.040.000; feat. Missy Elliott                                |
| 2020 | Cuz I Love You                              | — | — | — | — | US— GoldUS | Erstveröffentlichung: 28. Januar 2020 Verkäufe: + 560.000                                                     |
| 2021 | Rumors –                                    | DE— aDE | — | CH85 (1 Wo.)CH | UK20 Silber · (9 Wo.)UK | US4 Platin · (7 Wo.)US | Erstveröffentlichung: 13. August 2021 Verkäufe: + 1.315.000; feat. Cardi B                                    |
| 2022 | About Damn Time Special                     | DE34 (18 Wo.)DE | AT23 Platin · (10 Wo.)AT | CH13 Platin · (24 Wo.)CH | UK3 ×2Doppelplatin · (31 Wo.)UK | US1 ×2Doppelplatin · (42 Wo.)US | Erstveröffentlichung: 15. April 2022 Verkäufe: + 4.440.000                                                    |
| 2022 | 2 Be Loved (Am I Ready) Special             | — | AT— GoldAT | CH— GoldCH | UK16 Platin · (24 Wo.)UK | US55 (13 Wo.)US | Erstveröffentlichung: 18. Juli 2022 Verkäufe: + 1.095.000                                                     |
| 2022 | Someday at Christmas –                      | — | — | — | UK8 (5 Wo.)UK | US59 (5 Wo.)US | Erstveröffentlichung: 10. November 2022 Original: Stevie Wonder                                               |
| 2023 | Special                                     | — | — | — | UK66 (5 Wo.)UK | US52 b (10 Wo.)US | Erstveröffentlichung: 13. Januar 2023                                                                         |
| 2025 | Still Bad –                                 | — | — | — | — | — | Erstveröffentlichung: 13. März 2025                                                                           |
| Folgende Lieder erschienen nicht als Single, wurden aber durch das Album zum Download und Streaming bereitgestellt und konnten somit eine Platzierung erlangen: |                                             | | | | | | |
| |                                             | | | | | | |
| 2023 | Pink Barbie: The Album                      | — | — | — | UK27 (9 Wo.)UK | — | Charteinstieg: 3. August 2023                                                                                 |

### Als Gastmusikerin
| Jahr | Titel Album                  | Höchstplatzierung, Gesamtwochen, AuszeichnungChartplatzierungen (Jahr, Titel, Album, Platzierungen, Wochen, Auszeichnungen, Anmerkungen) | Höchstplatzierung, Gesamtwochen, AuszeichnungChartplatzierungen (Jahr, Titel, Album, Platzierungen, Wochen, Auszeichnungen, Anmerkungen) | Höchstplatzierung, Gesamtwochen, AuszeichnungChartplatzierungen (Jahr, Titel, Album, Platzierungen, Wochen, Auszeichnungen, Anmerkungen) | Höchstplatzierung, Gesamtwochen, AuszeichnungChartplatzierungen (Jahr, Titel, Album, Platzierungen, Wochen, Auszeichnungen, Anmerkungen) | Höchstplatzierung, Gesamtwochen, AuszeichnungChartplatzierungen (Jahr, Titel, Album, Platzierungen, Wochen, Auszeichnungen, Anmerkungen) | Anmerkungen                                                                   |
| Jahr | Titel Album                  | DE | AT | CH | UK | US | Anmerkungen                                                                   |
| ---- | ---------------------------- | --- | --- | --- | --- | --- | ----------------------------------------------------------------------------- |
| 2015 | Hands Up Don’t Shoot! –      | — | — | — | — | — | Erstveröffentlichung: 25. März 2015 N.A.S.A. feat. Sean Paul & Lizzo          |
| 2015 | Iko –                        | — | — | — | — | — | Erstveröffentlichung: 30. Juni 2015 N.A.S.A. feat. Lizzo                      |
| 2019 | Blame It on Your Love Charli | — | — | — | UK70 (3 Wo.)UK | — | Erstveröffentlichung: 15. Mai 2019 Verkäufe: + 40.000; Charli XCX feat. Lizzo |

## Statistik

### Chartauswertung
|                     | DE    | AT    | CH    | UK    | US    |
| ------------------- | ----- | ----- | ----- | ----- | ----- |
| Nummer-eins-Alben   | DE—DE | AT—AT | CH—CH | UK—UK | US—US |
| Top-10-Alben        | DE—DE | AT—AT | CH—CH | UK1UK | US2US |
| Alben in den Charts | DE1DE | AT2AT | CH2CH | UK2UK | US3US |

|                       | DE    | AT    | CH    | UK     | US    |
| --------------------- | ----- | ----- | ----- | ------ | ----- |
| Nummer-eins-Singles   | DE—DE | AT—AT | CH—CH | UK—UK  | US2US |
| Top-10-Singles        | DE—DE | AT—AT | CH—CH | UK3UK  | US4US |
| Singles in den Charts | DE2DE | AT2AT | CH4CH | UK10UK | US8US |

### Auszeichnungen für Musikverkäufe
| Land/RegionAuszeichnungen für Musikverkäufe (Land/Region, Auszeichnungen, Verkäufe, Quellen) | Silber     | Gold       | Platin         | Diamant  | Verkäufe   | Quellen              |
| -------------------------------------------------------------------------------------------- | ---------- | ---------- | -------------- | -------- | ---------- | -------------------- |
| Australien (ARIA)                                                                            | —          | Gold1      | 16× Platin16   | —        | 1.155.000  | aria.com.au          |
| Belgien (BRMA)                                                                               | —          | Gold1      | —              | —        | 20.000     | ultratop.be          |
| Brasilien (PMB)                                                                              | —          | Gold1      | 5× Platin5     | Diamant1 | 380.000    | pro-musicabr.org.br  |
| Dänemark (IFPI)                                                                              | —          | 5× Gold5   | Platin1        | —        | 280.000    | ifpi.dk              |
| Finnland (IFPI)                                                                              | —          | 2× Gold2   | —              | —        | 40.000     | Einzelnachweise      |
| Frankreich (SNEP)                                                                            | —          | 2× Gold2   | 4× Platin4     | —        | 950.000    | snepmusique.com      |
| Italien (FIMI)                                                                               | —          | 4× Gold4   | Platin1        | —        | 245.000    | fimi.it              |
| Kanada (MC)                                                                                  | —          | 5× Gold5   | 34× Platin34   | —        | 2.920.000  | musiccanada.com      |
| Neuseeland (RMNZ)                                                                            | —          | 2× Gold2   | 12× Platin12   | —        | 352.500    | radioscope.co.nz NZ2 |
| Niederlande (NVPI)                                                                           | —          | Gold1      | —              | —        | 40.000     | nvpi.nl              |
| Norwegen (IFPI)                                                                              | —          | 3× Gold3   | Platin1        | —        | 130.000    | ifpi.no              |
| Österreich (IFPI)                                                                            | —          | 4× Gold4   | 2× Platin2     | —        | 120.000    | ifpi.at              |
| Polen (ZPAV)                                                                                 | —          | 5× Gold5   | Platin1        | —        | 160.000    | olis.pl              |
| Portugal (AFP)                                                                               | —          | 2× Gold2   | Platin1        | —        | 20.000     | Einzelnachweise      |
| Schweiz (IFPI)                                                                               | —          | Gold1      | Platin1        | —        | 30.000     | hitparade.ch         |
| Spanien (Promusicae)                                                                         | —          | —          | Platin1        | —        | 60.000     | elportaldemusica.es  |
| Vereinigte Staaten (RIAA)                                                                    | —          | 3× Gold3   | 20× Platin20   | —        | 21.500.000 | riaa.com             |
| Vereinigtes Königreich (BPI)                                                                 | 2× Silber2 | Gold1      | 7× Platin7     | —        | 4.700.000  | bpi.co.uk            |
| Insgesamt                                                                                    | 2× Silber2 | 43× Gold43 | 107× Platin107 | Diamant1 |            |                      |